# Erik Černák
Erik Černák (Košice, Eslovaquia, 28 de mayo de 1997), apodado Drago, es un jugador profesional eslovaco de hockey sobre hielo que se desempeña en la posición de defensor derecho en Tampa Bay Lightning, equipo de la National Hockey League (NHL).

## Carrera
Fue seleccionado en la segunda ronda en la NHL Entry Draft de 2015. En 2018 hizo su debut profesional con el equipo Tampa Bay Lightning, donde lleva jugando seis temporadas.